# 烏瓦特區

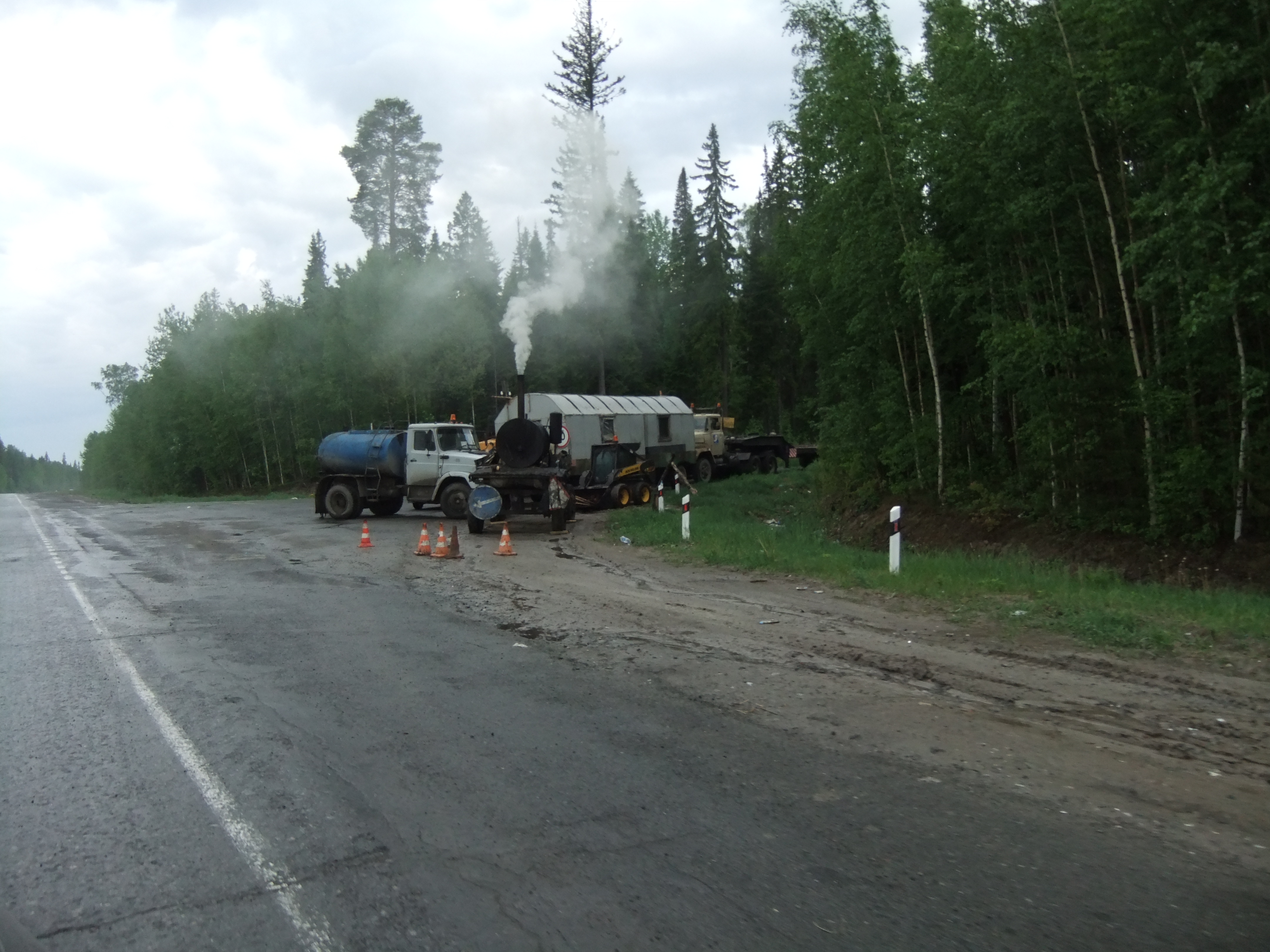

59°08′35″N 68°53′08″E / 59.14306°N 68.88556°E
烏瓦特區（俄语：Уватский район），是俄羅斯的一個區，位於該國南部，由秋明州負責管轄，面積48,320.9平方公里，2010年該區人口19,452，人口密度為每平方公里0.4人。